# Sarah Nile
Sarah Nile (Nápoles, 10 de octubre de 1985) es una modelo, actriz, bailarina y concursante televisiva italofrancesa.

## Biografía

### Vida personal
De madre italiana y padre belga, Sarah Nile nació en Nápoles. Habla con fluidez italiano, español y francés. Nile tiene la nacionalidad italiana y francesa. Se ganó la atención de los medios de comunicación italianos e internacionales cuando se convirtió en la primera Playmate del mes en el relanzamiento de la versión italiana de la revista Playboy en enero de 2009. Nile representó a Italia en la inauguración de Playboy Singapur en abril de 2009. En febrero de 2010, Nile se convirtió en la Playmate del Año de Playboy Italia.
Nile es licenciada en masaje fisioterapéutico. Practica deportes extremos como el paracaidismo y le apasionan las motos, deporte en el que participa desde los 12 años.
Nilo se graduó en la Escuela de Arte de Monteruscello y asistió con éxito a la Academia de Bellas Artes de Nápoles. Ha expuesto sus cuadros en numerosas exposiciones de arte en España (donde se trasladó tras cumplir los 18 años), en Italia (a partir de 2010, tras participar en la versión italiana de Gran Hermano), y en México.
Tras seis años trabajando para Playboy Italia, Nile cambió de agencia a finales de 2014 porque prefirió estudiar interpretación.

### Comienzos en el espectáculo
Del 7 de diciembre de 2009 al 25 de enero de 2010, Sarah Nile apareció como Playmate realitystar en la décima temporada de la serie de televisión italiana Grande Fratello. El programa estaba presentado por Alessia Marcuzzi y se emitía en Canale 5 en horario de máxima audiencia. En este reality, Nilo se enamoró de otra concursante, Veronica Ciardi.

## Carrera profesional

### Playmate dePlayboy
Nile comenzó a llamar la atención después de convertirse en la primera Playmate del mes (edición de diciembre de 2008 / enero de 2009), de Playboy Italia. La edición fue el relanzamiento de la revista mensual, que no se publicaba ni en línea desde hacía varios años.
Como Playmate, Nile fue la presentadora, junto con los miembros de Lo Zoo di 105, en el testimonio de la edición de 2009 del programa de radio y el concurso llamado 105 Playmate emitido en la cadena Radio 105. Nile también participó en el Internazionali BNL d'Italia 2009 y en la Fiera Autopromotec 2009 - Fiera di Bologna 2009. También apareció para Harley-Davidson y Honda Racing Italia, en el Gran Premio de España de Motociclismo, en el circuito de Jerez, y con Francesca Lukasik en el Gran Premio de Italia en Mugello. Fue juzgada como la estrella de la noche, "Madrina della Serata", en la edición de 2009 de Pitti Uomo, uno de los eventos internacionales de moda organizados por Pitti Immagine en la Fortezza da Basso de Florencia. Nilo fue la estrella del Playboy Summer Tour 2009.

### Playmate del año
Tras ser seleccionada como la primera Playmate del Año para 2010, en Playboy Italia, a principios de diciembre de 2009, su portada se publicó en febrero de 2010. Nile participó como concursante en la décima temporada del reality show italiano Grande Fratello.
Nile, como Playmate del Año, fue la presentadora, junto con los miembros de Lo Zoo di 105, en el testimonio de la edición 2010 del programa de radio y concurso llamado 105 Playmate que se emitió en Radio 105 Network. Nile apareció con sus colegas Playmates Cristina De Pin y Francesca Lukasik en el Gran Premio de San Marino de MotoGP de 2010. Fue la estrella italiana en el 50 aniversario de los Playboy Clubs, una iniciativa de Hugh Hefner y Playboy America, que se celebró simultáneamente en 50 Playboy Clubs seleccionados de todo el mundo, transformados para la ocasión, incluyendo Milano Marittima en Italia.

### Playboy International
Por ser "la Playmate italiana de Playboy más famosa de Europa", Nilo representó a Italia en la inauguración de Playboy Singapur, en un evento celebrado el 16 de abril de 2009 en la famosa ciudad-estado. Se ha convertido en la primera y única Playmate italiana del mes en la edición rusa de Playboy. Además, ha participado, junto con sus colegas Playmates de Playboy Italia Micol Ronchi, Cristina De Pin y Francesca Lukasik, en la sesión de fotos titulada "Playmates de Playboy Italia" publicada en el nº 201 (junio de 2009) de Playboy Polonia. En junio de 2010, Nile posó junto con Hope Dworaczyk, Mia Gray, Chantal Hanse y Eugenia Diordiychuk para el pictorial publicado en el nº 211 (julio de 2010) de la misma edición polaca. En diciembre de 2012, Nile posó desnuda para el calendario de desnudos de 2013 con Claudia Borroni y otras modelos del equipo ciclista De Nardi.

## Polémicas

### El "duelo de póquer" con Paris Hilton
Según algunas informaciones aparecidas en Italia en La Repubblica, el 1 de marzo de 2009, Nile fue elegida por Hugh Hefner para enseñarle a jugar al póquer Texas hold 'em y, al hacerlo, rechazó a Paris Hilton, lo que provocó que ésta se sintiera decepcionada y celosa. En aquel momento, los tabloides italianos informaron de un flirteo entre Hefner y Nile que ella negó.

### Historia de amor con Veronica Ciardi
Del 7 de diciembre de 2009 al 25 de enero de 2010, Sarah Nile participó en la décima temporada de Grande Fratello (la versión italiana de Gran Hermano). Nile entabló una relación con otra concursante, Veronica Ciardi, que provocó un escándalo en la televisión italiana porque fue la primera historia de amor lésbico emitida en un reality show italiano. Ciardi y Nile adquirieron posteriormente notoriedad internacional. Junto con Ciardi, Nile fue la única italiana en la lista "Hot 100" de la clasificación mundial publicada por el webzine AfterEllen.com el 17 de mayo de 2010; esta noticia fue difundida en Italia por Sky Italia. La relación de Nile y Ciardi terminó en septiembre de 2010 tras mucha presión de la prensa italiana.